# Xylotoles selwyni
Xylotoles selwyni là một loài bọ cánh cứng trong họ Cerambycidae.